# Pseudopachychaeta
Pseudopachychaeta là một chi ruồi trong họ Chloropidae.